# Prima di partire (Luca Carboni e Giorgio Poi)
Prima di partire è un singolo del cantautore italiano Luca Carboni e del cantautore italiano Giorgio Poi, pubblicato il 14 giugno 2019 come quarto estratto dal tredicesimo album in studio di Luca Carboni Sputnik.

## Descrizione
La canzone originale pubblicata sull'album Sputnik è in versione solista; nel 2019 Luca Carboni l'ha reinterpreta in duetto con il cantautore Giorgio Poi e Dardust, che ha realizzato una nuova produzione per il brano.
Reso disponibile inizialmente solo in download digitale, il 21 giugno 2019 viene inserito nella raccolta di Radio Italia Radio Italia Summer Hits 2019.

## Video musicale
Il videoclip è stato registrato il 26 maggio 2019 all'Idroscalo di Milano, tappa dello Sputnik Tour 2018-2019 all'interno del Mi AMI Festival. In quell'occasione Luca Carboni ha duettato nel brano dal vivo con Giorgio Poi.
Viene reso disponibile sul canale YouTube del cantante il 14 giugno 2019 in contemporanea con l'uscita del singolo.

## Tracce
Testi di Luca Carboni, Giorgio Poti e Dario Faini, musiche di Giorgio Poti e Dario Faini.
1. Prima di partire (feat. Giorgio Poi)